# Adoniasz
Adoniasz (hebr. אדוניה, Panem jest Jah) (ur. po 1010 p.n.e. w Hebronie, zm. ok. 970 p.n.e.) – syn Dawida, króla Izraela i Judy. U schyłku życia ojca rywalizował o sukcesję ze swoim przyrodnim bratem Salomonem. Po śmierci ojca i objęciu rządów przez Salomona został na polecenie tego ostatniego stracony.

## Biogram
Adoniasz był czwartym z kolei synem Dawida. Jego matką była Chaggita. Dokładna data narodzenia Adoniasza nie jest znana. Wiadomo, że urodził się w czasie, kiedy stolicą jego ojca był Hebron - czyli w okresie między śmiercią Saula a zdobyciem Jerozolimy przez Dawida. Pierwszy fakt często datuje się na ok. 1010 p.n.e., drugi na ok. 1003 p.n.e.
Pod koniec życia ojca zaczął domagać się sukcesji. Do najpoważniejszych stronników Adoniasza należeli kapłan Abiatar i dowódca wojska Joab. Kiedy przy kamieniu Zochelet u źródła Rogel (u zbiegu dolin Hinnom i Cedronu za południowym murem Jerozolimy) zabił na ofiarę owce, woły i tuczne cielce zaprosił wszystkich swych braci, synów królewskich oraz wszystkich ludzi z Judy, sługi króla oraz wszystkich ludzi z Judy, sługi króla, pominął jednak swojego przyrodniego brata Salomona i jego stronników. Wzbudziło to niepokój Batszeby, jednej z żon Dawida. Ta uzyskała od starego króla zapewnienie, że kolejnym władcą będzie jej syn Salomon. Gdy ten ostatni został namaszczony na króla przez kapłana Sadoka i proroka Natana, Adoniasz przeraził się. Udał się przed Przybytek Mojżeszowy, chwycił się za rogi ołtarza całopalenia i domagał się od Salomona gwarancji bezpieczeństwa. Salomon oświadczył, że jeżeli brat będzie zachowywał się uczciwie, nic złego mu się nie stanie.
Po śmierci Dawida królem Izraela został Salomon. Tymczasem Adoniasz - za pośrednictwem Batszeby - poprosił nowego władcę o rękę Abiszag, pięknej Szunemitki należącej do haremu Dawida. Ówczesne prawo przewidywało, że ten, kto posiadł żonę króla, miał prawo do tronu, więc Salomon potraktował prośbę Adoniasza jako próbę uzurpacji. Jeszcze tego samego dnia na polecenie nowego króla Adoniasz został zabity. Śmiertelny cios zadał mu Benajasz, syn Jojady.
Po zgładzeniu Adoniasza Salomon rozprawił się z jego stronnikami - Abiatara pozbawiono godności arcykapłańskiej i zesłano do Ananot, a Joaba zamordowano.
Nic nie wiadomo o tym, aby Adoniasz pozostawił po sobie jakieś potomstwo.

## W kinie
Postać Adoniasza pojawia się w ekranizacjach losów Salomona. W syna Chaggity wcielił się m.in. George Sanders w filmie Salomon i królowa Saby (1959).